# Daniel Romero Abreu Kaup
Daniel Romero-Abreu (nacido en 1979 en Cádiz) es un Abogado, economista y empresario español.Es presidente y fundador de la consultora Thinking Heads, así como miembro del Consejo Social del Cádiz CF, presidente de la Fundación Eugenio Hermosoy presidente del think tank GATE Center.

## Biografía
Hijo de un español y madre alemana, se educó en Cádiz hasta que se marchó a Madrid a realizar sus estudios universitarios de Derecho, Dirección y Administración de Empresa en el ICADE (Universidad Pontificia Comillas), estudios que concluye los estudios en Dirección y Administración de Empresa en la Universidad Antonio de Nebrija. Sigue vinculado profesionalmente con la ciudad y provincia, lo que le ha llevado a fundar -junto a otros profesionales- la asociación La11MIL, que pretende mostrar la potencialidad de la provincia de Cádiz.
Es descendiente directo de Joaquín Abreu y Orta, diputado doceañista e introductor del socialismo utópico de Fourier en España.1

## Carrera profesional
Con 23 años, y sin haber finalizado aún sus estudios, funda la agencia de conferenciantes Thinking Heads. Sin embargo, el salto profesional vendrá 15 años después con la creación y desarrollo de la metodología Leader Positioning Strategy (LPS), evolucionando de agencia de conferenciantes a consultor estratégico especializado en el posicionamiento de líderes, con sedes en Madrid, Barcelona y Miami. Su trabajo ha sido valorado con varios premios y con el reconocimiento de la prensa nacional e internacional, como la revista Vanity Fair.
En 2015 se convirtió en el primer presidente no anglosajón de la Association of Speakers Bureaus (IASB). En junio de 2021 fue elegido junto a otros profesionales gaditanos con trayectoria internacional como miembro del Consejo Social del Cádiz CF.
También ha fundado The Global Analysis and Trends in Emerging Regions. 

### Educación y apoyo a la juventud
Es miembro del Claustro de Profesores Invitados del Instituto de Empresa, en la especialidad de emprendimiento, marketing y ventas, y ha ejercido como profesor de posicionamiento personal en másteres y MBA del sector farmacéutico. Y también ha sido jurado en los Speaker Talent.
También demuestra su apoyo a los jóvenes emprendedores siendo consejero asesor de diferentes proyectos y asociaciones como son Board of Trustees | ILUMNO Foundation, The Heroes Club, y Solidarios para el Desarrollo, que trabaja también con el mundo recluso. Por otro lado es fellow del Aspen Insitute de España y, debido a su doble nacionalidad, ha sido miembro de la Junta Directiva del Círculo Hispano Alemán de Jóvenes Directivos en Madrid. 

## Premios
- Dottie Walters Helping Hand Award[27], de International Association of Speakers Bureaus (IASB) - 2014.
- Ranking Choiseul 100 como uno de los líderes españoles del futuro menores de 42 años por el Instituto Choiseul - 2016
- Ranking Choiseul 100 como uno de los líderes españoles del futuro menores de 42 años por el Instituto Choiseul - 2017
- Premio Talentia al desarrollo de Andalucía por Andalucía Talentia Network[28] - 2014
- Premio ICADE Alumni a Excelente Proyecto Empresaria de la Asociación Icade Alumni por Thinking Heads[29][30] - 2014